# Extended Reality
Extended Reality (kurz XR) ist ein Sammelbegriff für immersive Medien die virtuelle Welten erzeugen, reale Welten erweitern oder reale Welten mit virtuellen Umgebungen kombinieren. Dazu zählen insbesondere Virtual Reality (VR), Augmented Reality (AR) und Mixed Reality (MR).
Extended Reality wird unter anderem in Bereichen wie Unterhaltung, Computerspielentwicklung, Bildung, industrieller Fertigung, Medizin und Architektur eingesetzt.